# بخش‌های دپارتمان مرن
بخش‌های دپارتمان مرن (انگلیسی: Arrondissements of the Marne department) شامل ۵ بخش به شرح زیر است:
1. بخش شلون-آن-شامپین با ۱۰۰ کمون (فرانسه) و جمعیت ۱۰۲ هزار نفر در سال ۲۰۱۳ می‌باشد.
2. بخش اپرنه با ۱۸۱ کمون (فرانسه) و جمعیت ۱۱۰ هزار نفر در سال ۲۰۱۳ می‌باشد.
3. بخش رمس با ۱۵۵ کمون (فرانسه) و جمعیت ۲۹۵ هزار نفر در سال ۲۰۱۳ می‌باشد.
4. بخش سنت-مونو با ۶۷ کمون (فرانسه) و جمعیت ۱۳ هزار نفر در سال ۲۰۱۳ می‌باشد.
5. بخش ویتری-لو-فرانسوا با ۱۱۳ کمون (فرانسه) و جمعیت ۴۷ هزار نفر در سال ۲۰۱۳ می‌باشد.